# Eclíptica

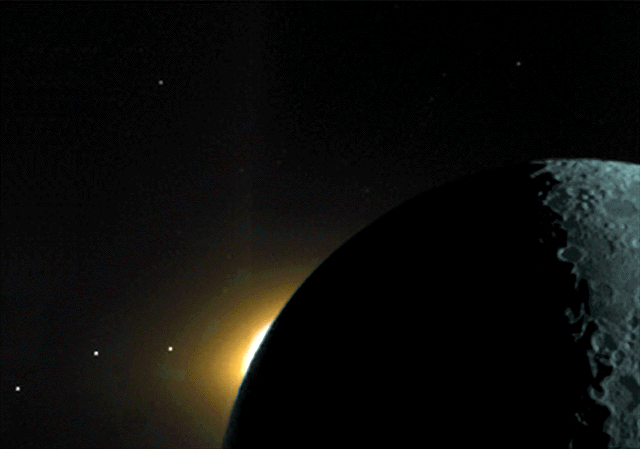
En aquesta imatge, presa per la sonda lunar Clementine l'any 1994, es poden veure diversos cossos del sistema solar alineats sobre el pla de l'eclíptica. De dreta a esquerra: la Lluna il·luminada des de darrere per la Terra (que no es veu), el Sol sortint de darrere la Lluna, i els planetes Saturn, Mart i Mercuri.

L'eclíptica és la línia corba creada per la posició on es «veu» el Sol, al llarg de l'any, en el seu «moviment aparent», vist des de la Terra imaginada «fixa». Està formada per la intersecció del pla de l'òrbita terrestre amb l'esfera celeste. És la línia recorreguda pel Sol al llarg d'un any respecte del «fons immòbil» dels estels. El seu nom prové del llatí ecliptĭca ('línia'), i del grec ἐκλειπτική (ekleiptiké), relatiu als eclipsis.
El pla de l'eclíptica és el pla geomètric que conté l'òrbita de la Terra al voltant del Sol i, en conseqüència, també el recorregut anual aparent del Sol observat des de la Terra. Aquest pla es troba inclinat uns 23° 27′ pel que fa al pla de l'equador celeste.
Formalment, el pla de l'eclíptica és el pla perpendicular al moment angular del sistema terra-lluna en el seu moviment al voltant del sol que passa pel centre de la terra, i l'eclíptica la intersecció d'aquest pla amb l'esfera celeste.

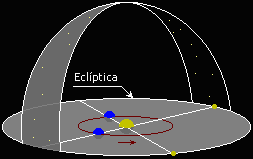
L'òrbita de la Terra al voltant del Sol defineix el pla que conté l'eclíptica i, per tant, el del moviment aparent del Sol vist des de la Terra.

## Història
Els antics van anomenar eclíptica a la línia del cel en la qual es produïen els eclipsis, que coincideix amb la línia de l'aparent recorregut anual del Sol a través de les constel·lacions del zodíac. La cosmologia de l'Antiguitat descrivia el moviment del Sol animat de dos moviments, un diari d'Est a Oest i un altre retrògrad, d'1° diari cap a l'Est, la projecció del qual sobre l'esfera celeste van denominar eclíptica.
El pla de l'eclíptica està inclinat respecte del pla de l'equador. L'obliqüitat de l'eclíptica va ser mesurada pel astrònom grec Eratòstenes en el segle iii aC, donant-li un valor de 23° 51’ 19", encara que alguns historiadors suggereixen que el càlcul d'aquest va ser de 24°, devent-se la dada a posteriors observacions de Claudi Ptolemeu.

## L'eclíptica i la Terra
L'eclíptica s'interseca amb l'equador celeste en dos punts oposats denominats equinoccis. Quan el sol apareix pels equinoccis, la durada del dia i de la nit és aproximadament la mateixa en tota la Terra (12 hores), excepte per a les zones polars. El punt de l'eclíptica més al nord respecte de l'equador celeste es denomina solstici d'estiu en l'hemisferi nord i solstici d'hivern en l'hemisferi sud; i el punt més al sud rep les denominacions oposades. És precisament la falta de perpendicularitat entre l'eix de rotació propi de la Terra i el pla de l'eclíptica la responsable de les estacions.

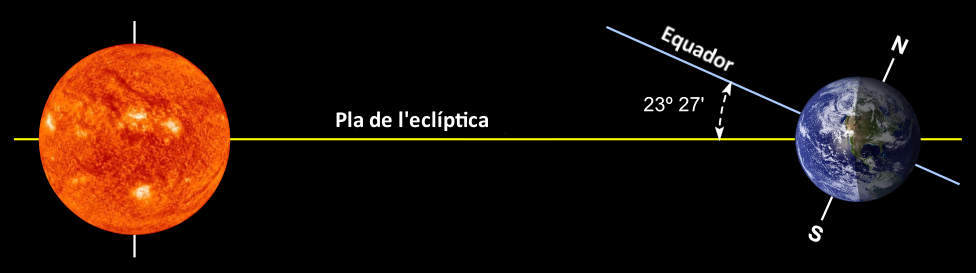
Com es pot observar, l'eix de rotació de la Terra es troba inclinat respecte al pla de l'eclíptica.

## L'eclíptica i el Sol

El pla de l'òrbita de la Terra projectat en totes les direccions forma el pla de referència conegut com eclíptica. Aquí es mostra projectada cap a l'exterior (gris) de la esfera celeste, juntament amb l'equador de la Terra i l'eix polar (verd). El pla de l'eclíptica interseca l'esfera celeste al llarg d'un gran cercle (negre), el mateix cercle sobre el que sembla moure's el Sol quan la Terra orbita al seu voltant. Les interseccions de l'eclíptica i l'equador a l'esfera celeste són els equinoccis vernal i de tardor (vermell), on el Sol sembla creuar l'equador celeste.

En transcórrer prop de 365,25 dies al any i esser l'eclíptica una circumferència que per tant té 360°, el Sol aparenta recórrer aproximadament gairebé un grau cada dia al llarg de l'eclíptica. Aquest moviment és d'est a oest i oposat al moviment d'oest a est de l'esfera celeste.

## L'eclíptica i la Lluna
L'òrbita de la Lluna està inclinada aproximadament 5° respecte de l'eclíptica. Si durant la lluna nova o lluna plena, aquesta travessa l'eclíptica, es produeix un eclipsi, de sol o de lluna respectivament.

## L'eclíptica i els planetes
Les òrbites de la major part dels planetes del sistema solar estan contingudes en l'eclíptica o molt properes a ella (excepte Plutó, considerat planeta anteriorment; la seva òrbita excèntrica i molt inclinada pel que fa a l'eclíptica constitueix una de les raons per les quals finalment va perdre la categoria de planeta; vegeu Redefinició de planeta de 2006), ja que el nostre Sistema Solar es va formar a partir d'un gegantesc disc de matèria, de manera que, tal com mostra la fotografia, en el cel s'aprecia que el seu desplaçament ocorre a prop de l'eclíptica per la qual aparenta moure's el sol.

## L'eclíptica i els estels
En qualsevol època de l'any se'ns mostren durant la nit els estels situats en el costat oposat del sol, ja que quan la Terra gira i es fa de dia, per efecte de la llum solar, els estels situats en la seva mateixa direcció romanen ocults a la nostra vista. Les constel·lacions, que a mesura que la Terra gira al voltant del sol, van desplaçant-se en el cel nocturn al llarg de l'any, desapareixen de la nostra vista i tornen a aparèixer en la mateixa posició just un any després. Tal cosa succeeix, això no obstant, en les proximitats de l'eclíptica, ja que a mesura que allunyem la nostra mirada de tal pla, sigui al sud o al nord (segons l'hemisferi en què ens trobem), el moviment dels estels amb el pas dels dies i mesos és cada vegada menor, i arriben a romandre virtualment immòbils al llarg de l'any en les proximitats dels pols celestes com ho és l'Ossa Major, visible en l'hemisferi nord, referència que ha permès als navegants durant segles allunyar-se de les perilloses costes durant la nit mantenint el rumb cap a port segur.
Això passa en la rodalia de l'eclíptica, ja que a mesura que allunyem la nostra mirada d'aquest pla, sigui al sud o al nord (segons l'hemisferi en el qual ens trobem), el moviment dels estels amb el pas dels dies i mesos és cada vegada menor, arribant a romandre virtualment immòbils al llarg de l'any en les proximitats dels pols celestes com l'està l'Ossa Menor visible a l'hemisferi nord, referència que ha permès als navegants durant segles allunyar-se de les perilloses costes durant la nit mantenint el rumb cap a port segur.
Per convenció, l'eclíptica està dividida en 12 zones, en les quals estan situades les 12 constel·lacions que constitueixen el zodíac, de manera que cada mes el Sol recorre una de les constel·lacions que corresponen als signes del zodíac, precisament aquell que no veiem durant la nit.
Hi ha els qui sostenen que el sol travessa 13 constel·lacions reals, les dotze zodiacals més conegudes i Serpentari que és una constel·lació que el Sol recorre entre el 29 de novembre i el 17 de desembre; pel que hauria d'agregar-se un signe al zodíac. Això confon els principis de l'astrologia amb l'astronomia. Hi ha dotze signes astrològics per una necessitat d'harmonia matemàtica de dividir l'espectre del cel en dotze zones, com succeeix amb l'espectre musical, i no per la presència de les constel·lacions. L'agrupament d'estels que designem com a Peixos, per exemple, no es correspon amb el signe astrològic que porta el mateix nom. Per això podem dibuixar noves constel·lacions en el pla de l'eclíptica, però sempre seran dotze signes.

## Moviment aparent del Sol
L'eclíptica és la trajectòria aparent del Sol al llarg d'un any.
Atès que la Terra triga un any a orbitar al voltant del Sol, la posició aparent del Sol triga un any a fer una volta completa a l'eclíptica. Amb una mica més de 365 dies en un any, el Sol es desplaça una mica menys d'1° cap a l'est cada dia. Aquesta petita diferència en la posició del Sol respecte a les estrelles fa que qualsevol punt concret de la superfície terrestre arribi (i se situï directament al nord o al sud) al Sol uns quatre minuts més tard cada dia del que ho faria si la Terra no orbités; per tant, un dia a la Terra dura 24 hores en lloc de les aproximadament 23 hores i 56 minuts del dia sideral. De nou, es tracta d'una simplificació, basada en una Terra hipotètica que orbita a velocitat uniforme al voltant del Sol. La velocitat real amb què la Terra orbita al voltant del Sol varia lleugerament al llarg de l'any, per la qual cosa la velocitat amb la qual el Sol sembla moure's al llarg de l'eclíptica també varia. Per exemple, el Sol és al nord de l'equador celeste durant uns 185 dies de cada any, i al sud durant uns 180 dies. La variació de la velocitat orbital explica part de l'equació del temps.
A causa del moviment de la Terra al voltant del centre de massa Terra-Luna, la trajectòria aparent del Sol trontolla lleugerament, amb un període d'aproximadament un mes. A causa d'altres pertorbacions per part dels altres planetes del sistema solar, el baricentre Terra-Luna trontolla lleugerament al voltant d'una posició mitjana de forma complexa.

## Obliqüitat de l'eclíptica
L′oblicuïtat de l'eclíptica és el terme utilitzat pels astrònoms per designar la inclinació de l'equador de la Terra respecte a l'eclíptica, o de l'eix de rotació de la Terra respecte a una perpendicular a l'eclíptica. És d'uns 23,4° i actualment disminueix 0,013 graus (47 segons d'arc) cada cent anys a causa de pertorbacions planetàries.
El valor angular de l'obliqüitat es troba mitjançant l'observació dels moviments de la Terra i d'altres planetes al llarg de molts anys. Els astrònoms produeixen noves efemèrides fonamentals a mesura que millora la precisió de l'astronomia observacional observació i augmenta la comprensió de la dinàmica analítica dinàmica, ia partir d'aquestes efemèrides se'n deriven diversos valors astronòmics, inclosa l'obliqüitat.

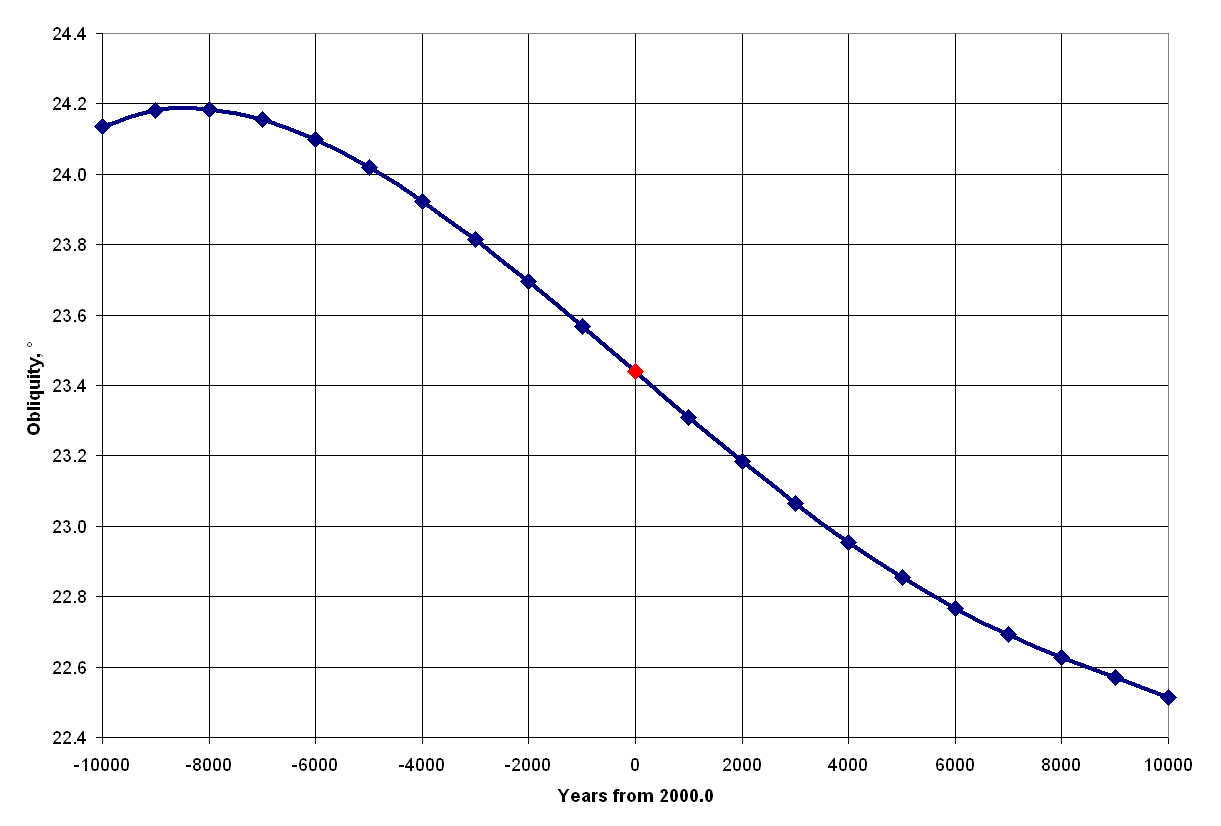
Obliqüitat de l'eclíptica durant 20 anys, de Laskar (1986). Cal observar que l'obliqüitat varia només de 24,2º a 22,5º durant aquest temps. El punt vermell representa l'any 2000.

Fins al 1983, l'obliguïtat per a qualsevol data es calculava a partir de l'obra de Newcomb, que va analitzar les posicions dels planetes fins aproximadament 1895:
ε = 23°27′08.26″ − 46.845″ T − 0.0059″ T2 + 0.00181″ T3
on ε és l'obliqüitat i T és segles tropicals des de B1900.0 fins a la data en qüestió.
A partir del 1984, la sèrie d'efemèrides generades per ordinador Jet Propulsion Laboratory's DE series va substituir les efemèrides fonamentals de l′Almanac Astronòmic. Es va calcular l'obliqüitat basada en la DE200, que analitzava les observacions del 1911 al 1979:
ε = 23°26′21.45″ − 46.815″ T − 0.0006″ T2 + 0.00181″ T3
on en endavant T és segles julians de J2000.0.
Les efemèrides fonamentals del JPL s'actualitzen contínuament. L′Almanac Astronòmic de 2010 especifica:
ε = 23°26′21.406″ − 46.836769″ T − 0.0001831″ T2 + 0.00200340″ T3 − 0.576×10−6″ T4 − 4.34×10−8″ T5
Aquestes expressions per a l'obliqüitat estan pensades per a una gran precisió en una distància temporal relativament curta, potser de segles. J. Laskar va calcular una expressió per encàrrec
T10bé a 0,04″/1.000 anys al llarg de 10.000 anys.
Totes aquestes expressions es refereixen a l'obliguïtat mitjana, és a dir, sense incloure la nutació de l'equador. L'obliguïtat veritable o instantània inclou la nutació.

## L'eclíptica i el fons còsmic de microones

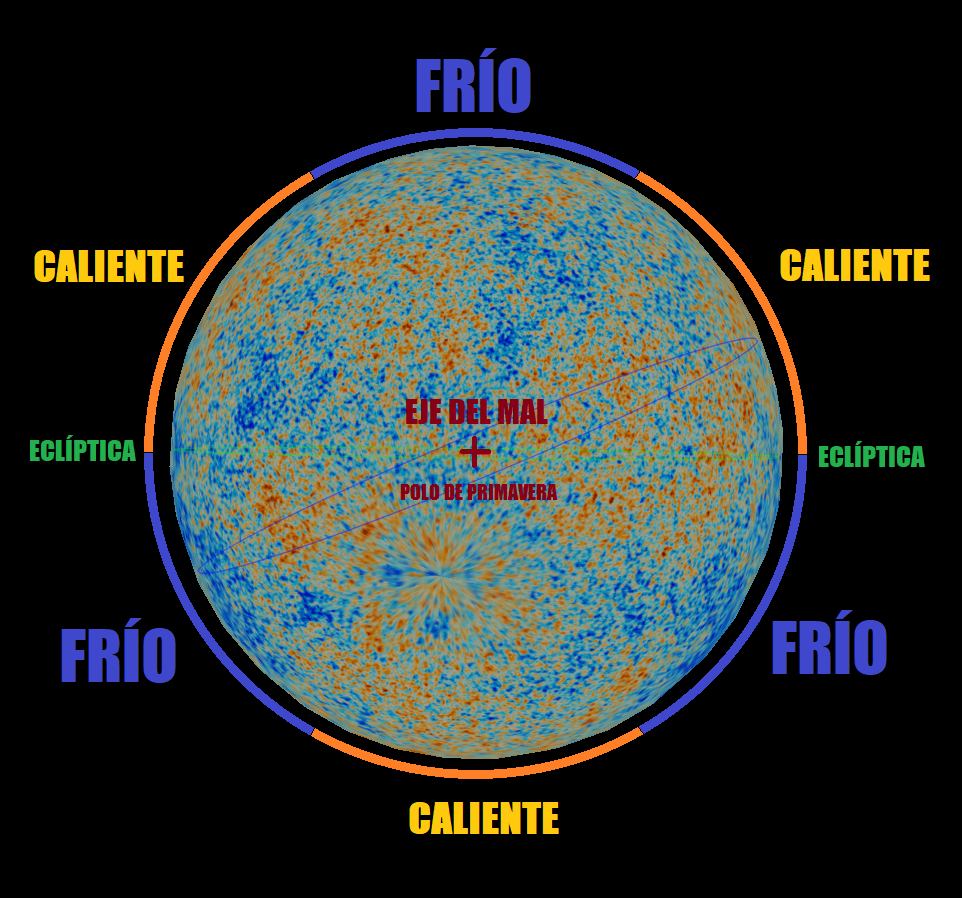
Imatge de l'univers observable i el fons còsmic de microones en la mateixa direcció que l'Eix del Mal (creu vermella al centre de la imatge) i que apunta a una regió propera on passa l'equinocci de primavera o en una direcció propera entre la constel·lació de Peixos i Aquari. Es pot distingir un patró tendent al patró octopolar. L'esfera està col·locada al mateix pla de l'eclíptica que la recorre de banda a banda.

Es pogués descriure que la circumferència de l'eclíptica és travessada per dos eixos, un que va de solstici d'estiu al solstici d'hivern i un altre eix que va de l'equinocci de primavera a l'equinocci de tardor. Els científics han descobert una estranya coincidència o anomalia al fons còsmic de microones anomenat «Eix del Mal» que té un recorregut i projecció en el pla celeste molt semblant a l'eix que va d'equinocci a equinocci travessant l'univers de costat a banda revelant en el fons còsmic de microones un patró molt semblant al patró octopolar i coincidint de manera molt semblant amb els eixos del quadrupol i de l'octopol. Aquesta anomalia del fons còsmic, on semblés d'alguna manera col·locar-nos al centre de l'univers, ha servit per replantejar teories cosmològiques a favor d'alguna modalitat atenuada del principi antròpic i en contra del principi de Copèrnic. Tot i això, altres autors argumenten només és una coincidència que no causa que es replantegin els principis cosmològics abans esmentats.